# Francisco Gómez Vicente
Francisco Gómez Vicente (Almería, España, 12 de mayo de 1910-Barcelona, 29 de noviembre de 1983) es un exfutbolista español que jugaba en la posición de centrocampista y se proclamó campeón de la Primera División española en la temporada 1934-35 con el Real Betis Balompié.

## Biografía
Nació en Almería, pero muy pequeño se trasladó con su familia a Barcelona donde dio sus primeros pasos futbolísticos en el Club Esportiu Júpiter, equipo histórico fundado en 1909 en el barrio de Sant Martí de Provençals. En 1930 fue fichado por el Club Deportivo Castellón, permaneció en este club dos temporadas, para dar el salto al Madrid Football Club en 1932 obteniendo el campeonato de liga. En la temporada 1933-34 se integró en el Atlético de Madrid entonces en Segunda División. En 1934 fichó por el Betis, equipo en el que fue uno de los jugadores principales en el centro del campo, obteniendo el campeonato de liga en la temporada 1934-35. Durante la guerra civil española combatió con el ejército republicano, por lo que al terminar la contienda fue objeto de represalias por el régimen franquista. Se reincorporó a la actividad futbolística en la temporada 1940-41 formando parte del Girona Fútbol Club. A finales de 1941 fichó de nuevo por el Betis donde permaneció dos temporadas, la 1941-42 y la 1942-43, en esta última actuó como jugador y entrenador.
Tras dejar la práctica activa del fútbol continuó unos años como entrenador en varios equipos, entre ellos la Unión Deportiva Melilla, el Club Deportivo Castellón y el Real Betis Balompié con quién logró el ascenso a Segunda División en mayo de 1954, después de que el equipo permaneciera 7 temporadas en Tercera División.
| Club                       | País   | Año     |
| -------------------------- | ------ | ------- |
| Club Deportivo Castellón   | España | 1930-31 |
| Club Deportivo Castellon   | España | 1931-32 |
| Real Madrid Club de Futbol | España | 1932-33 |
| Atlético de Madrid         | España | 1933-34 |
| Real Betis Balompié        | España | 1934-35 |
| Real Betis Balompié        | España | 1935-36 |
| Girona Fútbol Club         | España | 1940-41 |
| Real Betis Balompié        | España | 1941-42 |
| Real Betis Balompié        | España | 1942-43 |